# Metronidazol
Metronidazól je antibiotična učinkovina za zdravljenje okužb z anaerobnimi bakterijami (Bacteroides, Clostridium, Eubacterium, Peptococcus, Peptostreptococcus ...) in praživalmi (Trichomonas, Giardia ...) . Gre za derivat nitroimidazola.

### Interakcija z alkoholom
Med zdravljenjem z metronidazolom povzroči uživanje etanola odziv, podoben disulfiramski reakciji. Lahko se pojavijo navzeja, bruhanje, vročinski obliv, tahikardija, dihalna stiska in v najhujšem primeru tudi smrt. Med zdravljenjem s tem zdravilom in do najmanj 24 ur po zaužitju zadnjega odmerka se je treba povsem izogibati alkoholu. Mehanizem te interakcije še ni povsem pojasnjen.